# ОЗМ-72
ОЗМ-72 — протипіхотна вистрибуюча осколкова міна кругового ураження (у просторіччі — «міна-жаба»), розроблена в СРСР. Абревіатуру розшифровують як «осколкова загороджувальна міна». Своє походження веде від німецької виплигуючої міни SMI-44 часів Другої світової війни.
При спрацьовуванні підривача (штатний підривник — МУВ 4) вогонь полум'я запалює пороховий сповільнювач, який по центральній запальній трубці підпалює пороховий вибивний набій. Останній викидає бойову частину міни зі стакану на висоту близько 0,6-0,9 м. Спрацювання міни після підстрибування відбувається під впливом натяжного троса, один кінець якого закріплений на дні міни, а другий за внутрішній клиноподібний замок, який приводить у дію детонатор, що підриває бойовий заряд. Це — одна з конструктивних відмінностей від американського аналога — міни M-16, у якій використовують піротехнічний сповільнювач. Якщо міна не злетіла на потрібну висоту, то вибуху не відбувається зовсім, однак використання натяжного тросу підвищує надійність боєприпасу. Ураження здійснюється готовими вражаючими елементами (2400 роликів або кульок).

## Тактико-технічні характеристики
| Характеристика                      | Значення                                     |
| ----------------------------------- | -------------------------------------------- |
| Тип                                 | осколкова, кругового ураження, яка вистрибує |
| Спосіб встановлення                 | вручну                                       |
| Матеріал корпусу                    | сталь                                        |
| Маса                                | 5 кг                                         |
| Маса вибухової речовини             | тротил 660 г                                 |
| Діаметр                             | 10,8 см                                      |
| Висота корпуса                      | 17,2 см                                      |
| Підривник                           | МУВ-2, МУВ-3, МУВ-4, МВЕ-72                  |
| Сила тиску[прояснити: ком.]         | 1—17 кг                                      |
| Висота стрибка                      | 60-90 см                                     |
| Радіус суцільного ураження          | 25 м                                         |
| Дальність польоту забійних осколків | 50 м                                         |
| Приведена площа ураження            | 2124 м²                                      |
| Температурний діапазон застосування | −60…+60 °С                                   |
| Кількість готових осколків          | близько 2400 шт.                             |

## Принцип дії
У випадку встановлення міни у некерованому варіанті (з підривником МУВ-2…4 або МВЕ-72) при натяганні дротяної розтяжки (обриві проводу обривного датчика) спрацьовує підривник і наколює капсуль-запалювач. У керованому варіанті при подачі імпульсу струму по проводах спрацьовує накольний механізм і наколює капсуль-запалювач.
Промінь вогню від капсуля-запалювача запалює викидний заряд. Під тиском порохових газів корпус викидається з направляючого стакана. При цьому розмотується натяжний трос. При натяганні троса звільняється ударник й під дією бойової пружини наколює капсуль-запалювач, струмінь вогню від якого викликає вибух капсуля-детонатора № 8-А, додаткового детонатора й заряду міни. Вибухом заряду осколки, наявні в корпусі, розкидаються в сторони та вражають противника.

## Бойове застосування

### Російсько-українська війна
Перебуває на озброєнні в Росії. Широко застосовується колаборантами та окупантами та їх диверсійними групами на Донбасі проти ЗСУ та мирних громадян в ході російської агресії на сході України.
Так, у квітні 2020 року під час розмінування територій поблизу позицій ЗСУ, розташованих біля села Кримське (Луганська область), виявили міну виробництва Російської Федерації ОЗМ-72. На міні вказано 93 рік виготовлення, за часів СРСР міни виготовляли на території сучасної Росії й до України після 91-го року ОЗМ-72 на склади не потрапляли.

## Оператори

### Україна
У квітні 2021 року міністерство оборони України замовило утилізацію 3954 протипіхотних осколкових мін ОЗМ-72, непридатних для подальшого використання та зберігання. Утилізації підлягають 2245 мін ОЗМ-72, які зберігають на 20-му арсеналі інженерних військ (військова частина А0543, с. Ольшаниця Київської області) і 1709 мін на 3046-й центральній базі інженерних боєприпасів (в/ч А2647, смт Малинівка Харківської області). Міни 1979—1984 років випуску.